# Already Platinum
Already Platinum é o álbum do rapper americano Slim Thug, foi realizado no dia 25 de Julho de 2005 e lançado pela gravadora Star Trak Entertainment.
| Críticas profissionais                                                      | Críticas profissionais |
| Avaliações da crítica                                                       | Avaliações da crítica  |
| Fonte                                                                       | Avaliação              |
| --------------------------------------------------------------------------- | ---------------------- |
| All Music Guide                                                             | [ 1 ]                  |
| Pitchfork Media                                                             | 75%                    |
| RapReviews.com                                                              | (8.0/10)               |
| Rolling Stone                                                               | [ 4 ]                  |
| HipHopDX.com                                                                | [ 5 ]                  |
| Esta tabela precisa de ser acompanhada por texto em prosa. Consulte o guia. |                        |

## Faixas
| #  | Título                                            | Produtor                             | Participações                           |
| -- | ------------------------------------------------- | ------------------------------------ | --------------------------------------- |
| 1  | The Intro                                         | Mr. Lee                              |                                         |
| 2  | Like A Boss                                       | The Neptunes                         |                                         |
| 3  | 3 Kings                                           | Mr. Lee                              | Bun B & T.I.                            |
| 4  | Diamonds                                          | Mr. Lee                              |                                         |
| 5  | Boyz N Blue                                       | Terry "T.A." Allen of Tha Headbangaz | Killa Kyleon, Sir Daily, PJ & C-Ward    |
| 6  | I Ain't Heard of That (Remix)                     | The Neptunes                         | Bun B & Pharrell                        |
| 7  | Click Clack                                       | The Neptunes                         | Clipse                                  |
| 8  | Everybody Loves A Pimp                            | Jazze Pha                            | Jazze Pha                               |
| 9  | Already Platinum                                  | The Neptunes                         | Pharrell                                |
| 10 | Ashy To Classy                                    | The Neptunes                         |                                         |
| 11 | The Interview                                     | Sha Money XL & Black Jeruz           |                                         |
| 12 | Playa You Don't Know                              | The Neptunes                         |                                         |
| 13 | Miss Mary                                         | Cool & Dre                           |                                         |
| 14 | Incredible Feelin                                 | Jazze Pha                            | Jazze Pha                               |
| 15 | This Is My Life                                   | The Neptunes                         | LeToya Luckett                          |
| 16 | Dedicate                                          | The Neptunes                         | Pharrell                                |
| 17 | Diamonds (Remix)                                  | Mannie Fresh                         | Young Jeezy, Killa Kyleon e Slick Pulla |
| 18 | Welcome to Houston                                | Mr. Lee                              |                                         |
| 19 | I'll Show Ya                                      | The Neptunes                         | Killa Kyleon & Chris Ward               |
| 20 | Represent Gangsta                                 | The Neptunes                         | Sir Daily & Killa Kyleon                |
| 21 | I Need A...                                       | Black Jeruz                          | Killa Kyleon & Chris Ward               |
| 22 | Dope Man                                          | Black Jeruz                          | Killa Kyleon                            |
| 23 | 3 Kings (Chopped & Screwed)                       | Mannie Fresh                         | Bun B & T.I.                            |
| 24 | Like A Boss (Chopped & Screwed)                   | Sha Money XL                         |                                         |
| 25 | I Ain't Heard of That (Remix) (Chopped & Screwed) | Mannie Fresh                         | Bun B                                   |